# Доповідь Франка
«Доповідь Франка» (англ. Franck Report) — петиція кількох вчених до уряду США в червні 1945 року з рекомендаціями не використовувати ядерну зброю безпосередньо в військових операціях для прискорення капітуляції Японії у Другій світовій війні. Доповідь була названа за іменем голови комітету — відомого вченого, нобелівського лауреата Джеймса Франка. Документ підписали Джеймс Франк, Дональд Г'юз (Donald J. Hughes), Джеймс Ніксон (J. J. Nickson), Рабинович Євгеній Ісаакович (Eugene Rabinowitch), Гленн Теодор Сіборг, Джойс Стернс та Лео Сцілард.

## Передумови
У травні 1945 року, ще до випробовування ядерної зброї, за наполяганням керівників Мангеттенського проєкту у США було створено так званий «Тимчасовий комітет» (Interim Committee) зі знаменитих вчених, політиків та військових під керівництвом військового міністра Генрі Л. Стімсона. Комітет мав широкі повноваження щодо консультування президента по військовому контролю та оприлюдненню інформації, а також вироблення рекомендацій щодо післявоєнного управління і політики в галузі ядерної енергетики, в тому числі і законодавства. Його першим обов'язком було дати рекомендації президенту США, яким чином ядерна зброя має бути використана проти Японії. Після засідання 1 червня 1945 року комітет направив до президента Трумена рекомендації щодо найефективнішого використання ядерної бомби, де стверджувалось, що вона повинна бути застосована проти Японії якомога швидше; її бажано використати проти військового об'єкта або військового заводу з розташованими в безпосередній близькості житловими будинками та іншими спорудами, що найбільш легко піддаються руйнуванню; бомбу треба скинути без попередження. В комітеті не було жодного юриста і не було зроблено жодних спроб щодо юридичного обґрунтування з якою-небудь компетентною інстанцією щодо застосування ядерної бомби. Рекомендації «Тимчасового комітету» трималися в строгій секретності, однак інформація про них дійшли в Чикаго, Оук-Риджа і Лос-Аламоса, де вчені все більш відкрито висловлювалися проти застосування бомби.

## Комісія Франка
Вчені Чиказького університету ініціативно організували свою комісію для детального розгляду та обговорення «соціальних та політичних проблем, пов'язаних з атомною енергією». Очолив комісію лауреат Нобелівської премії Джеймс Франк, колишній професор з Ґьоттінґенського університету. До складу комісії ввійшли крім Франка фізики Д. Г'юз, Л. Сцілард, Дж. Штернс, хіміки Є. Рабинович, Сіборґ, та біолог Дж. Ніксон. Крім Франка найбільше число пропозицій в меморандум комісії внесли Лео Сцілард і біохімік Євгеній Рабинович.

## Тези доповіді
У доповіді говориться про те, що розвиток ядерної енергетики та ядерної зброї буде не тільки важливим доповненням до технологічної і військової потужності США, але й створить серйозні політичні і економічні проблеми для майбутнього цієї країни і для людства загалом. Саме побоювання щодо можливих успіхів німецьких вчених на шляху ядерних досліджень і впевненість, що німецький уряд без докори сумління використає ядерну зброю при її наявності, були головною мотивацією для американських вчених, котрі переконано взялися за наймасштабніший проєкт з розвитку досліджень ядерної енергії у військових цілях. Хоча США, безсумнівно, нині (1945 рік) випереджають решту світу в цій області, основні факти ядерної енергетики є предметом загальних знань. Тому ядерні бомби можуть залишатися ексклюзивною секретною зброєю однієї країни не довше ніж впродовж кількох років. Наукові факти, на яких ґрунтується виробництво та конструкція ядерних бомб, добре відомі вченим інших країн і за відсутності ефективного міжнародного контролю по виробництву ядерної зброї неминуче виникнуть перегони ядерних озброєнь — одразу ж після першого ядерного вибуху чи іншої демонстрації США володіння ядерною зброєю світові.
Стверджується, що використання ядерних бомб для раптових атак на випередження проти Японії недоцільно, це буде пов'язано з втратою підтримки суспільством США в цілому світі, з прискоренням перегонів озброєнь, створить значні труднощі на шляху досягнення міжнародної угоди про майбутній контроль над такою зброєю і таким чином суперечить інтересам США. Пропонувалось, що набагато більш сприятливі умови для можливого досягнення міжнародної угоди може бути створено, якщо ядерний вибух буде вперше продемонстровано в безлюдній місцевості для міжнародних представників Організації Об'єднаних Націй з більшості країн світу. Приймати рішення на користь ранньої демонстрації ядерної зброї проти Японії рекомендується з урахуванням громадської думки США та інших народів і таким чином перенести частку відповідальності за таке далекосяжне рішення на всі інші країни світу.

## Перебіг подій і наслідки
Петицію було передано уряду 12 червня 1945 року. Зважаючи на невідкладність цієї апеляції та значимість імен вчених-членів комісії Франка, уряд США направив цей документ «Тимчасовому комітету» експертів на оцінку. Тому «Тимчасовий Комітет» вдруге зібрався в Лос-Аламосі 16 червня 1945 року. При винесенні свого висновку наукова група з чотирьох фізиків Мангеттенського проєкту (серед них були й Комптон, Фермі, Оппенгеймер та Лоуренс) заявили, що вважають себе некомпетентними вирішувати, чи потрібно використовувати ядерну бомбу, чи ні — думки всередині цього комітету розділилися. Також комітет висловив значні сумніви в тому, що вибух однієї з ядерних бомб над пустелею навіть виключно для представників Японії навряд чи зможе справити на них таке враження, що Японія підпише капітуляцію. Таким чином ініціатива сімох учених з Чикаго була відкинута, як і надія щодо запобігання ядерного бомбардування Японії.
6 і 9 серпня 1945 року США скинули ядерні бомби («Малюк» та «Товстун») на Хіросіму і Нагасакі. Ці ядерні атаки призвели до неймовірних втрат серед цивільного населення за короткий період — понад 150 000 осіб померли безпосередньо від вибухів — без врахування опосередкованих смертей внаслідок радіоактивного опромінення та зараження. Загальна кількість жертв склала близько півмільйона людей в обох містах.
Доповідь Франка була розсекречена й оприлюднена на початку 1946 року, але керівництво Мангеттенського проєкту домоглося цензури деяких абзаців.